# Philoponella sabah
Philoponella sabah är en spindelart som beskrevs av Yoshida 1992. Philoponella sabah ingår i släktet Philoponella och familjen krusnätsspindlar. Inga underarter finns listade i Catalogue of Life.